# Ola Salo

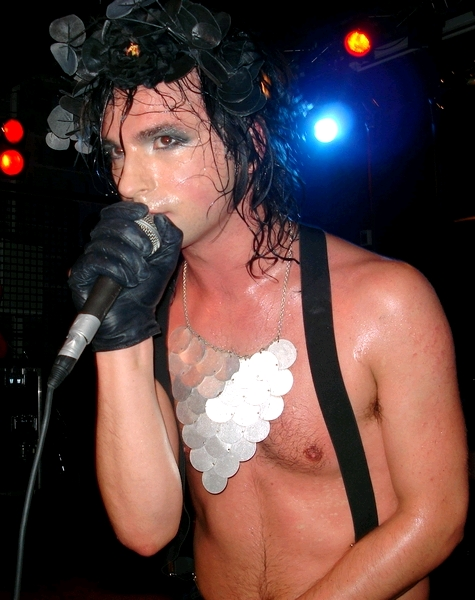
Ola Salo podczas koncertu zespołu The Ark w Pradze, 7.10.07

Ola Salo, właściwie Rolf Ola Anders Svensson (ur. 19 lutego 1977 w Aveście) – szwedzki wokalista oraz autor tekstów. Lider glamrockowego zespołu The Ark.

## Życiorys
Przyszedł na świat w Aveście, jednak po pewnym czasie, z rodzicami i czwórką rodzeństwa, przeniósł się do Rottne, gdzie dorastał. Tam też w 1991 roku, wraz z kolegami Jepsonem, Learim i Magnusem założył zespół - The Ark. Salo studiował humanistykę (z dodatkowym programem nauk muzykoznawczych) w Katedralskolan, w pobliskim Växjö. Po studiach przeprowadził się do Malmö, gdzie wciąż mieszka. Od 2009 roku jego żoną jest Anneli Pekula, z którą ma córkę Judith (ur. 20 kwietnia 2010). Salo jest biseksualistą.
Przetłumaczył musical Andrew Lloyda Webbera Jesus Christ Superstar na język szwedzki. Wcielił się w nim w postać Jezusa. Musical wystawiany był w Operze w Malmö na przełomie 2008/2009 roku.
W 2015 ukazała się solowa płyta Salo zatytułowana Wilderness, album promuje singiel "How I Kill".